# Sauracris popovi
Sauracris popovi är en insektsart som beskrevs av Ritchie, J.M. 1988. Sauracris popovi ingår i släktet Sauracris och familjen gräshoppor. Inga underarter finns listade i Catalogue of Life.